# Les Hallucinations du baron de Münchhausen
Les Hallucinations du baron de Münchausen, també conegut com Les Aventures de baron de Munchausen i Monsieur le Baron a trop bien dîné, és un curtmetratge mut de comèdia francès del 1911 dirigit per Georges Méliès.

## Sinopsi
Després d'una vetllada d'entretenir els convidats amb menjar i beguda abundants, un baró de Münchhausen borratxo és portat al seu llit, sota un gran mirall rococó. Aviat s'endormirà, i experimentarà una varietat de somnis inquietants i d'un altre món. Una escena idíl·lica de parelles ballant en un parc dona pas a un quadre violent del disseny de l'antic Egipte; les Tres Gràcies, dempeus en posicions clàssiques, esdevenen tres monstres semblants a una granota i després tres alabarders.
Despertant-se breument, el baró mira el seu reflex en un mirall per assegurar-se que tot va bé, després torna als somnis: el seu llit sembla ballar en un paisatge orientalista, i després és atacat per una llagosta gegant i un pallasso. Creient-se despert, el baró s'acosta a una font atesa per dones, que després fan caure la neu sobre ell. Són substituïts per una figura mítica que desapareix per un pou. A continuació, el baró somia a l'infern, atacat per dimonis, un drac i una dona aranya, i després fora d'una guarnició on els soldats li disparen.
Finalment torna a la seva habitació, i torna a pensar que s'ha despertat, el baró es veu atacat per la cara de la Lluna somrient que es transforma en un elefant amb ulleres. El baró aixeca un moble pesat i el llança cap als somnis, trenca el mirall i el fa caure a l'exterior, on està enganxat a una tanca de ferro i ha de ser rescatat. Una escena final mostra el baró, molt pitjor per la seva experiència, assistit per criats.

## Producció
Méliès admirava molt les històries del baró Munchausen creades per Rudolf Erich Raspe, i potser les va servir com a inspiració per a la seva cèlebre pel·lícula Le Voyage dans la Lune. Tanmateix, Les Hallucinations du baron de Münchhausen hté poc a veure amb el personatge del baró o amb les seves aventures tradicionals.
La pel·lícula va ser una de les sis encarregades a Méliès per l'estudi Pathé Frères; Méliès va fer la pel·lícula al seu estudi Star Film Company, confiant en Pathé per distribuir-la. El plan mitjà ben enquadrat al començament de la pel·lícula, una configuració inusual per a Méliès, probablement indica la influència de Pathé. De la mateixa manera, l'espai de la pel·lícula, extremadament relaxat segons els estàndards de Méliès, pot apuntar a la pressió externa per fer que la pel·lícula s'allargui més.
L'escenografia, pintada amb detall sobre fons i retalls bidimensionals, va ser creada per un col·laborador habitual de Méliès, Charles Claudel. Es va rodar als estudis de vidre de Méliès, excepte l'escena a l'aire lliure prop del final de la pel·lícula, que es va rodar a l'exterior, prop de la casa de Méliès. Molts dels accessoris es reciclen de les pel·lícules anteriors de Méliès, com l'elaborada titella de drac de la fantasia de 1906 La Fée Carabosse ou le Poignard fatal. Els efectes de la pel·lícula es van crear amb maquinària escènica, pirotècnia, escamoteig, i fosa.
La seqüència del mirall de la pel·lícula es basa en una rutina que havia estat popular durant molt de temps als music halls L'efecte no es va produir amb un mirall real, que hauria reflectit les finestres de l'estudi i la càmera; en canvi, hi havia dos actors al plató, un dels quals imitava els gestos de l'altre des del costat oposat del "vidre" imaginari. El còmic Max Linder va reviure la rutina del mirall a la seva pel·lícula de 1921 Seven Years Bad Luck.

## Alliberament
El títol original de la pel·lícula és Les Hallucinations du baron de Münchausen; també és coneguda com Les Aventures de baron de Munchhausen, i és coneguda en anglès com Baron Munchausen's Dream. Tot i que la pel·lícula va ser encarregada per Pathé Frères, no és clar si l'estudi la va llançar mai.
La pel·lícula es va projectar en un cinema, possiblement per primera vegada, l'any 1943; l'expositor va ser André Robert, que va obtenir el permís per a les projeccions de la vídua de Méliès, Jehanne d'Alcy. Com que Münchhausen, una pel·lícula alemanya sobre el Baró, es presentava aleshores als cinemes de París, Robert va canviar el títol de la pel·lícula de Méliès per Monsieur le Baron a trop bien dîné. Marius-François Gaillard va escriure i gravar una partitura orquestral original per a la pel·lícula. Robert va donar la seva impressió de la pel·lícula a la família Méliès.